# Lazaros Loizidis
Lazaros Loizidis (gr. Λάζαρος Λοϊζίδης; ur. 16 lutego 1976) – grecki zapaśnik walczący w stylu wolnym. Dwukrotny olimpijczyk. Szósty w Atenach 2004 i dwudziesty w Atlancie 1996. Startował w kategoriach 74–85 kg.
Sześciokrotny uczestnik mistrzostw świata; dziewiąty w 2001 i 2007. Brązowy medalista mistrzostw Europy w 2004 i 2005. Srebrny medalista igrzysk śródziemnomorskich w 1997, 2001 i 2005. Trzeci w MŚ juniorów w 1994 roku.
Jest bratem Nikolaosa Loizidisa, zapaśnika i olimpijczyka z Sydney 2000.
- Turniej w Atlancie 1996 - 74 kg

Przegrał z Alexandrem Leipoldem z Niemiec i Isą Momeni z Iranu i odpadł z turnieju.
- Turniej w Atenach 2004 - 84 kg

Wygrał z Francuzem Vincentem Aka-Akesse i Rewazem Mindoraszwilim z Gruzji. W ćwierćfinale przegrał z Kubańczykiem Yoelem Romero a w pojedynku o piąte miejsce z Irańczykiem Madżidem Chodajim.